# Аборти в Сербії
Аборти в Сербії у нинішньому вигляді (у Сербії та інших на той момент югославських республіках) були легалізовані 7 жовтня 1977 року. Аборт доступний на вимогу для жінок, термін вагітності яких не перевищує 10 тижнів, а також у разі ризику для життя або здоров'я жінки (межа не встановлена), або коли вагітність настала внаслідок сексуального злочину (у тому числі зґвалтування або інцесту), або у випадку порушень у плода до 20 тижнів. Неповнолітнім віком до 16 років потрібна згода батьків на аборт.
Донедавна аборт був провідним методом контрацепції на території сучасної Сербії. Відсутність сексуальної освіти у поєднанні з практичною відсутністю знань про методи контрацепції призвела до безлічі небажаних вагітностей, а разом з ними і до великої кількості абортів. У 1970-х і 1980-х роках близько 12 % сексуально активних жінок у Сербії використовували сучасні засоби контрацепції, такі як презервативи.
За деякими оцінками, у Сербії найвищий рівень абортів у Європі. Офіційні дані Белградського інституту охорони здоров'я стверджують, що в Сербії щорічно проводиться 23 000 абортів, але згідно з неофіційними даними, їх кількість сягає 150 000. Хоча аборти, виконані після 10 тижнів, мають бути зроблені тільки в тому випадку, якщо є конкретна затверджена причина, на практиці аборти на вимогу виконуються пізніше за встановлений законом термін — жінки часто отримують підроблені медичні документи, такі як довідка від психіатра про те, що вони психічно неврівноважені. Крім того, лікарі, які хочуть робити аборти, мають отримати ліцензію; оскільки процес отримання цієї ліцензії може бути суворим та складним, багато лікарів працюють нелегально без ліцензії та не повідомляють про аборти, які вони роблять. 
2009 року 23,2 % вагітностей у Сербії закінчилися абортом. Найвищим рівнем за всю історію спостережень був 1989 рік, коли було перервано 68 % вагітностей. Ще в 2006 році в Сербії, як і раніше, був найвищий рівень абортів серед колишніх югославських республік.
Міфепристон (препарат для медикаментозного аборту) зареєстрований у 2002 році.

## Суспільна думка
Опитування Pew Research 2017 року показало, що 63 % сербів вважають, що аборти мають бути законними у всіх/більшості випадків, а 31 % вважають, що вони мають бути незаконними у всіх/більшості випадків.